# Ou Chum
Ou Chum es uno de los nueve distritos que forman la provincia camboyana de Ratanak Kirí, con una población estimada en marzo de 2008 de 17 982 habitantes. Está dividido en las siguientes  comunas (khum), que se muestran asimismo con población estimada de 2008:
- Aekakpheap, 2,437 habitantes.
- Cha Ung, 2,561 habitantes.
- Kalai, 1,320 habitantes.
- L'ak, 2,455 habitantes.
- Ou Chum, 4,356 habitantes.
- Pouy, 2,486 habitantes.
- Sameakki, 2,367 habitantes.